# Durich Fortunat
Durich Fortunat, Václav Fortunát Durych, Wenzel Fortunat Durich (Turnau, 1735. szeptember 28. – Turnau, 1802. augusztus 31.) pálos rendi szerzetes.

## Élete
1758-ben szentelték pappá. 1765-től héber nyelvet és teológiát tanított Münchenben. 1796-ban visszatért szülőhelyére.

## Munkái
- Dissertatio de slavobohemica S. Codicis versione. Pragae, 1777
- Bibliotheca slavica. Budae, 1795 (csak az I. kötete jelent meg, többi kéziratban maradt)

Még több munkát is adott ki.
Frantisek Faustin Procházkával (1749-1809) együtt dolgozott 1777-től 1780-ig a katolikus Biblia új német kiadásán.